# Dolichopus stricklandi
Dolichopus stricklandi är en tvåvingeart som beskrevs av Harmston och Frank Hall Knowlton 1939. Dolichopus stricklandi ingår i släktet Dolichopus och familjen styltflugor.
Artens utbredningsområde är Alberta. Inga underarter finns listade i Catalogue of Life.